# Tétromino

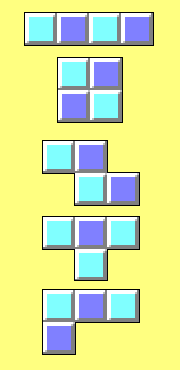
5 tétrominos colorés en carrés clairs et foncés.

Un tétromino, aussi nommé tétramino, ou tétrimino, est une figure géométrique composée de quatre carrés, chacun ayant au moins un côté complètement partagé avec un autre. Le terme tetromino est une combinaison du préfixe tetra- (quatre en grec ancien τετρα-) et domino. Il appartient à la classe des polyominos, tout comme les dominos et les pentaminos. Parfois, ce terme signifie un agrégat de cubes se touchant par une face complète. 
Les tétrominos sont notamment utilisés dans les jeux vidéo Tetris et The Talos Principle.

## Tétrominos existants
En considérant les rotations dans le plan comme équivalentes, il y a sept formes possibles :
| Image       | Forme       | Autres appellations                           | Construction                                                                      |
| ----------- | ----------- | --------------------------------------------- | --------------------------------------------------------------------------------- |
| Tetrimino I | I-Tetromino | « bâton », « ordinaire », « barre », « long » | Ligne de 4 carrées alignés.                                                       |
| Tetrimino O | O-Tetromino | « carré », « bloc »                           | Méta-carré de 2x2.                                                                |
| Tetrimino T | T-Tetromino |                                               | Trois carrés en ligne, avec un quatrième carré sous le centre                     |
| Tetrimino L | L-Tetromino |                                               | Trois carrés en ligne, avec un quatrième carré sous le côté gauche.               |
| Tetrimino J | J-Tetromino | « L inversé », « gamma »                      | Trois carrés en ligne, avec un quatrième carré sous le côté droit.                |
| Tetrimino Z | Z-Tetromino | « biais »                                     | Méta-carré de 2x2, dont la rangée supérieure est glissée d'un pas vers la gauche. |
| Tetrimino S | S-Tetromino | « biais inversé »                             | Méta-carré de 2x2, dont la rangée supérieure est glissée d'un pas vers la droite. |

En travaillant en 3D, trois autres pièces apparaissent :
- Vis gauche
- Vis droite
- Branche

Cependant, les manipulations 3D signifient que la rotation dans l'espace est permise. Dès lors, J et L sont équivalents, tout comme S et Z.

## Dans le jeuTetris
Certaines personnes désignent les pièces par la couleur donnée dans le jeu Tetris. Cependant, elles varient selon les implémentations. Par exemple, plusieurs versions d'antan utilisaient le rouge pour I. Depuis, The Tetris Company, qui gère les droits du jeu, a défini une liste de couleurs à adopter dans tous les jeux Tetris. Cette liste est celle utilisée par les images du tableau précédent.
| Pièce | Implémentation de Vadim Guerassimov | Tetris Microsoft | The New Tetris | Guideline The Tetris Company |
| ----- | ----------------------------------- | ---------------- | -------------- | ---------------------------- |
| I     | rouge                               | rouge            | cyan           | cyan                         |
| O     | bleu                                | cyan             | blanc          | jaune                        |
| T     | brun                                | gris             | jaune          | violet                       |
| L     | magenta                             | jaune            | magenta        | orange                       |
| J     | blanc                               | magenta          | bleu           | bleu                         |
| Z     | cyan                                | vert             | rouge          | rouge                        |
| S     | vert                                | bleu             | vert           | vert                         |

The New Tetris inverse les couleurs de L et J, ainsi que de S et Z.

## Dans le jeuThe Talos Principle
Dans The Talos Principle, les tétrominos sont désignés sous le nom de sigils. Ces pièces géométriques constituent des éléments centraux dans la résolution de certains casse-têtes. Le joueur est notamment confronté à des puzzles où il doit positionner l’ensemble des sigils de manière à recouvrir intégralement une surface délimitée, sans chevauchement ni espace vide, à la manière d’un jeu de pavage.
Dans The Talos Principle 2, le principe est décliné en trois dimensions à travers l’introduction de tétracubes. Ces formes volumétriques sont utilisées dans des mécanismes de jeu où le joueur doit ériger des structures, tels que des ponts, pour relier différentes zones, exploitant ainsi à la fois les compétences spatiales et logiques du joueur.

## Dans le jeuThe Witness
Jonathan Blow, dans son jeu The Witness, utilise les tétrominos pour créer une nouvelle règle au sein de ses puzzles labyrinthiques. En effet, le joueur se retrouve face à des panneaux où il doit tracer un trait entre un point de départ et un point d'arrivé d'un labyrinthe quadrillé. Dans la règle en question, certaines cases du labyrinthe contiennent un tétromino, le joueur, dans son tracé, doit alors découper le labyrinthe en zone ayant la même forme que le tétromino qu'elle contient.